# يعقوب أغاسي
كان يعقوب أغاسي (بالعبرية: יעקב אגסי 26 نوفمبر 1932 - 12 نوفمبر 2022) ضابطًا في جيش الدفاع الإسرائيلي برتبة مقدم، خدم كطيار مقاتل في سلاح الجو الإسرائيلي، وقاد قاعدة رمات ديفيد الجوية خلال حرب الاستنزاف وجزء من حرب يوم الغفران.

## السيرة الذاتية
وُلد أغاسي في كفار حاييم، التحق بدورة الطيران (الدفعة رقم 4) عام 1950، وخدم كطيار مقاتل في سلاح الجو. كان طيارًا لطائرة موستانغ في السرب 101 ومدربًا في مدرسة الطيران.
خلال حرب سيناء، كان طيارًا لطائرة أوراغان في السرب 113 وشارك في غارات قصف ضد الجيش المصري في جبل لبني، حيث اندلع قتال جوي مع طائرات مصرية. أصاب أغاسي إحدى الطائرات (التي زعم أنها كانت من طراز ميغ 17)، وسُجِّلت له إصابة "محتملة الإسقاط". كما شارك في الهجوم على المدمرة إبراهيم الأول.
لاحقًا، خدم كنائب قائد السرب 101، ثم كنائب قائد السرب 110 الذي استلم حينها طائرات فوتور. كان يعقوب أغاسي من أوائل طياري الفوتور في سلاح الجو الإسرائيلي، وشارك في جلبها إلى إسرائيل. عُيِّنَ في عام 1959، قائدًا للسرب 110، وهو سرب طائرات فوتور متخصص في تدريبات الهجوم بعيدة المدى، بالإضافة إلى مهام التصوير الجوي لأغراض استخباراتية. استمر في منصبه هذا حتى أغسطس 1963، وتمكَّن خلاله من استيعاب طائرات فوتور N من السِّرب 119.
عُيِّنَ في يوليو 1964 قائدًا لمدرسة الطيران، وأشغَلَ هذا المنصب حتى أكتوبر 1966. بعد ذلك، خضع لتدريب على طائرات ميراج 3، وشارك في القتال الجوي خلال معركة السموع. خدم خلال حرب الأيام الستة، ضمن طاقم طوارئ كطيار في السِّرب 119، حيث قاد تشكيل الهجوم على مطار القاهرة-غرب خلال الموجة الأولى من عمليّة موكد، وشارك في قصف مطار عمان في الأردن.
عُيِّنَ بعد أن وضعتِ الحربُ أوزارَها، قائدًا لقاعدة رمات ديفيد الجوية، وقادها طوال خلال حرب الاستنزاف. خلال فترة قيادته، تم إنشاء السرب 69 في القاعدة كوحدة لطائرات إف-4 فانتوم. كما تم استيعاب أولى طائرات سكاي هوك في سلاح الجو وفي السرب 109 داخل القاعدة، وشارك أغاسي نفسه في أول دورة تأهيل على هذه الطائرات في يناير 1968.
شارك خلال حرب الاستنزاف في طلعات هجومية في مصر، بما في ذلك عملية بريحا. اضطُرّ في فبراير 1969، إلى القفز من طائرة سكاي هوك التي كان يقودها بسبب عطل فني، وذلك مباشرة بعد الإقلاع لتنفيذ غارة جويَّة على قواعد عسكريّة في مصر.
عُيِّنَ في يونيو 1970 رئيسًا لفرع الجو 3، وهو فرع تخطيط العمليات في مقر سلاح الجو الإسرائيلي، والذي تحوَّل في عهده إلى قسم العمليات. وخلال قيادته للقسم، قاد تصعيد الهجمات في مصر، مع التركيز على استهداف بطاريات الدفاع الجوي، كما أشرف على التخطيط لمعركة ريمون 20 بين سلاح الجو الإسرائيلي والطيارين السوفييت في مصر.
خدم خلال حرب يوم الغفران في حالة طوارئ ضمن السرب 69. وبعد مقتل قائد القاعدة أرلوزور ليف في اليوم الثالث من الحرب، عُيِّن أغاسي قائدًا للقاعدة، واستمر في قيادتها حتى نهاية الحرب.
سرّح من الخدمة العسكرية النظامية في يونيو 1974. انضم بعد تسريحه من الخدمة العسكرية إلى شركة الطيران المدني "إل عال" وقاد طائرات سفر وشحن لمدة 25 عامًا إلى أن أُحيل إلى التقاعد الكلي عام 1997.

## وفاته
وافتهُ المنيَّةُ عام 2022، قبل أيَّام معدودة من عيد ميلاده التسعين.

## روابط خارجية
- لا بيانات لهذه المقالة على ويكي بيانات تخص الفن